# 殺しが静かにやって来る
『殺しが静かにやって来る』（ころしがしずかにやってくる、原題：Il grande silenzio/The Great Silence）は、1968年制作のマカロニ・ウェスタン。
セルジオ・コルブッチ監督の後期の代表作。出演はジャン＝ルイ・トランティニャン、クラウス・キンスキーらで、主演のトランティニャンは主人公の設定上、台詞がない。すさまじい暴力描写のため、数カ国で上映禁止処分を受けたいわくつきの作品。

## あらすじ
西部の町スノーヒルは、悪徳判事ポリカットに操られたロコ率いるアウトロー集団が支配する“無法地帯”と化していた。
ロコ一味に夫を殺されたポーリーンは、ある男に復讐を依頼する。その男は幼い頃にアウトロー集団に両親を殺されたうえ、声帯を切られて声を失っていた事から、“サイレンス”と呼ばれていた。
サイレンスはポリカットの策略で報奨金を工面出来なくなったポーリーンを不憫に思い、無償でその依頼を引き受ける。そして、持ち前の拳銃さばきでアウトローを一人また一人と倒していくが…。

## キャスト
| 役名           | 俳優                           | 日本語吹替                                 |
| 役名           | 俳優                           | NETテレビ版                                |
| -------------- | ------------------------------ | ------------------------------------------ |
| サイレンス     | ジャン＝ルイ・トランティニャン | セリフなし                                 |
| ロコ           | クラウス・キンスキー           | 大塚周夫                                   |
| ギデオン保安官 | フランク・ヴォルフ             | 富田耕生                                   |
| ポリカット判事 | ルイジ・ピスティリ             | 森山周一郎                                 |
| ポーリーン     | ヴォネッタ・マギー             | 森ひろ子                                   |
| レジーナ       | マリーザ・メルリーニ           | 前田敏子                                   |
| 知事           | カルロ・ダンジェロ             | 千葉耕市                                   |
| 山賊頭         | スパルタコ・コンベルシ         | 雨森雅司                                   |
| ミゲル         | ジャック・ドーフマン           | 納谷六朗                                   |
| ナレーション   | N/A                            | 小林清志                                   |
| 不明 その他    |                                | 相模太郎 島宇志夫 渡部猛 北村弘一 石森達幸 |
|                |                                |                                            |
| 演出           | 演出                           | 春日正伸                                   |
| 翻訳           | 翻訳                           | 宇津木道子                                 |
| 効果           | 効果                           | 赤塚不二夫                                 |
| 調整           | 調整                           | 遠矢征男                                   |
| 制作           | 制作                           | ニュージャパンフィルム                     |
| 解説           | 解説                           | 淀川長治                                   |
| 初回放送       | 初回放送                       | 1972年4月16日 『日曜洋画劇場』 本編約93分  |

- 日本語吹替はDVD・BD収録。(長らく90分枠の短縮版が収録されていたが、キングレコード発売の2K特別版ブルーレイには2時間枠の全長版が収録されている)

## 備考
本作は西部劇史上稀にみる衝撃的なラストで終わる（主演のトランティニャンの発案といわれている）が、DVDスペシャル・エディションには特典として、ハッピーエンド版のエンディングが収録されている（音声はなし）。この「幻のハッピーエンドバージョン」がなぜ製作されたかについては２説ある。
一つはハッピーエンドバージョンのほうが本来のストーリーだったが、トランティニャンなどが主張したため（上述）ラストをネガティブなものに変更した、という説。もう一つは反対に、あまりに衝撃的なラストにプロデューサー側が難色を示したため、コルブッチ側がわざとでたらめなハッピーエンドを作って見せてプロデューサーが「こんなハッピーエンドなら元のラストのほうがマシ」と許可せざるを得ないように仕向けた、という説である。どちらが本当なのかはわかっていない。
アメリカの配給会社ファントマ・フィルムズからリリースされたDVDの解説冊子で映画監督アレックス・コックスは、クリント・イーストウッドの『シノーラ』は当初この作品のリメイクとして企画されていた述べていたが、その7年後のコロラド大学ボルダー校主催の映画上映プロジェクト「The International Film Series」で紹介された映像解説では、イーストウッド主演のリメイク企画のことは取り上げているが、それが『シノーラ』だったとは述べていない。また、この映像解説ではハッピーエンディングの映像は日本のコレクターが提供したとも述べている。